# Щот, Роберт
Ро́берт Щот (пол. Robert Szczot; 31 января 1982, Олесница, Польша) — польский футболист, полузащитник. Играл и на правом, и на левом фланге полузащиты.

## Биография
Щот начал свою карьеру в любительском клубе «Лётник» из Твардогуры. В 2002 году он перебрался в «Шлёнск». Щот выступал за «Шлёнск» в Первой лиге Польши до сезона 2004/05.
В начале сезона 2005/06 Щот подписал контракт с бельгийским клубом «Монс». Он дебютировал за клуб в первый день чемпионата, сыграв на выезде вничью 1:1 против «Антверпена». Первый гол Щота во Втором бельгийском дивизионе был забит в победном домашнем для его команды матче против «Юниона». До конца сезона он сыграл ещё 16 матчей и забил 2 гола. «Монс» выиграл чемпионат и таким образом вышел в Первый бельгийский дивизион.
После сезона в Бельгии он вернулся в свой бывший клуб «Шлёнск». В январе 2006 года он подписал контракт с клубом польской Экстраклассы «Лодзью». Щот дебютировал за свой новый клуб в гостевом матче, который закончился для «Лодзи» поражением 1:2 от плоцкой «Вислы». В своём втором сезоне за клуб Щот получил место в стартовом составе. Он забил свой первый гол и отдал голевую передачу в первый день сезона 2007/08. В конце сезона на его счету было 27 матчей за «Лодзь» и 4 гола. В следующем сезоне Щот подписал контракт с белостокской «Ягеллонией». Он дебютировал за клуб в первом матче сезона против «Арки», который закончился ничьей 1:1. Щот отличился за клуб в домашней победе 2:0 против «Лехии». Он сыграл 14 матчей за клуб, прежде чем подписать контракт с забжеским «Гурником». Поляк сыграл 13 матчей и забил один гол за свой новый клуб, но к концу сезона клуб выбыл в Первую лигу Польши. В сезоне 2009/10 Щот был ключевым игроком «Гурника». Забжеский клуб финишировал на втором месте в первой лиги Польши и вышел в Экстраклассу. В том сезоне Щот сыграл 25 и забил 3 гола.
Щот стал третьим игроком, приобретённым «Ираклисом» за сезон 2010/11. Щот дебютировал за «Ираклис» в домашней матче против «Ларисы», который завершился победой клуба из Салоников 1:0, выйдя на замену вместо Дайго Кобаяси на 74-й минуте.

## Достижения
«Монс»
- Победитель Второго дивизиона Бельгии: 2005/06

«Гурник»
- Серебряный призёр Первой лиги Польши: 2009/10